# Heydon (Cambridgeshire)
Pour les articles homonymes, voir Heydon.
Heydon est une paroisse civile et un village du Cambridgeshire, en Angleterre.